# Alexis Noyel de Belleroche
Alexis Noyel de Belleroche né à Villefranche-sur-Saône le 22 juillet 1703 et mort à Lyon le 27 mars 1775, fut un physicien, lieutenant criminel et grand bailli d'épée du Beaujolais.
Il fut membre de l'Académie des sciences, belles-lettres et arts de Lyon de 1745 à 1775, secrétaire perpétuel de la Société d'agriculture de Lyon et de l’Académie royale de Villefranche (de 1739 à sa démission en 1745). 
Il présenta des écrits sur l'élasticité, sur l'influence des astres, sur la congélation de l'eau ainsi qu'un abrégé chronologique de l'histoire de Lyon. En 1745, il développa la notion de mesure invariable en prenant comme exemple la longueur du pendule battant la seconde.
Il acheta en 1749 le château de Bionnay à Joseph-Henri de Monspey, comte de Vallières. Il observera à propos de cette acquisition : « Tous les murs ont besoin d'être remaillés, celui de la galerie du côté du matin est prêt à tomber dans le jardin, le reste est à l'avenant ».

## Sources et références
- Les secrétaires perpétuels dans l’histoire de l’Académie de Villefranche
- Denis Reynaud, "Alexis Noyel de Belleroche", in Dominique Saint-Pierre (dir.), Dictionnaire historique des académiciens de Lyon 1700-2016, Lyon : Éditions de l'Académie (4, rue Adolphe Max, 69005 Lyon), 2017, p. 961-962.
- « BELLEROCHE Alexis Noyel de », sur le site du Comité des travaux historiques et scientifiques

1. ↑  Relevé généalogique sur Geneanet